# Erythrina tuxtlana
Erythrina tuxtlana là một loài rau đậu thuộc họ Fabaceae. Loài này chỉ có ở México.